# Aloe angustifolia
Aloe angustifolia é uma espécie de liliopsida do gênero Aloe, pertencente à família Asphodelaceae.